# Raízes xintoístas do sumô

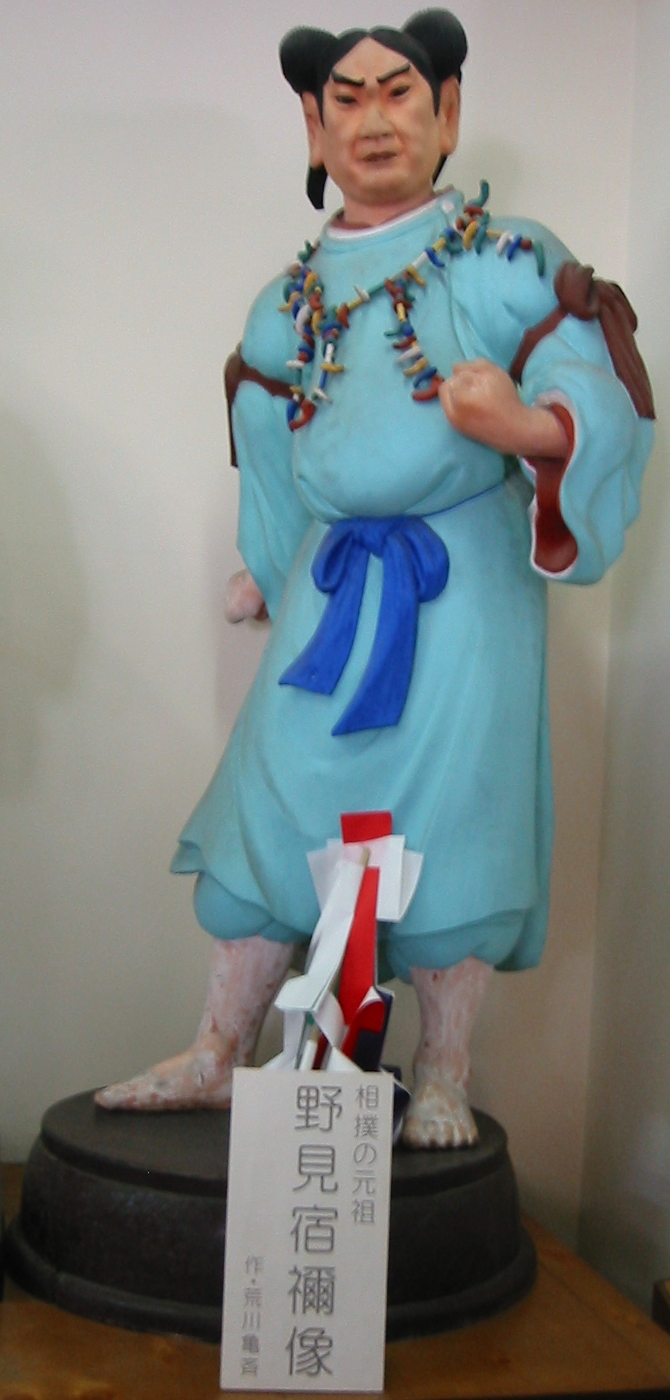
Deus de sumô, Nomi no Sukune

A raiz xintoísta do sumo pode ser facilmente rastreada através dos séculos, e muitos rituais atualmente presentes no sumo são heranças diretas dos rituais xintoístas. O Xintoísmo é uma religião que tem sido historicamente utilizada para expressar o nacionalismo e identidade étnica japonesa, e o foi especialmente antes do fim da II Guerra Mundial. Em sua associação com o xintoísmo, o sumo também tem sido visto como um baluarte da tradição Japonesa.
O sumo pode ser remontado para os antigos rituais xintoístas performados para garantir uma colheita abundante e honrar os espíritos conhecido como kami. Nos tempos modernos, o dossel suspenso sobre o ringue de sumo, ringue este chamado dohyō, é uma reminiscência de um santuário xintoísta. O juiz da disputa se veste em trajes muito semelhante ao de um sacerdote xintoísta, e acredita-se que o lançamento de sal antes de um combate serve para purificar o ringue.
Antes de tornar-se um esporte profissional, no período Tokugawa, o sumo era originalmente praticado no pátio de um santuário ou templo. O aspecto do atual dohyō, que ainda é considerado um espaço sagrado, mantém uma homenagem aos dias em que os jogos eram realizados no chão sagrado dos santuários e templos. O dossel ou telhado suspenso sobre o dohyō, chamado yakata, representa originalmente o céu, com o propósito de enfatizar a natureza sagrada de dohyō, que por sua vez simboliza a terra. Na véspera de cada torneio realiza-se o dohyō-matsuri, que é uma cerimônia de benção do ringue, conduzida pelos árbitros do sumo, ou gyōji, junto com os demais assistentes dos jogos e convidados. Os trajes elaborados e coloridos do gyōji são baseados nas vestes cerimoniais das cortes dos nobres do período Heian (AD 794 – 1185). Também, os chapéus pretos que eles usam são cópias exatas dos chapéus usados pelos sacerdotes xintoístas retratados em vários objetos de arte do período Heian. Vestidos com as vestes brancas de um sacerdote Xintoísta, o gyōji purifica e abençoa o dohyō, em uma solene cerimônia em que sal, algas, lula seca e castanhas são enterrados no centro da dohyō. Aos assistentes e convidados que participam da cerimônia é oferecido saquê, a tradicional bebida alcoólica japonesa. O saquê restante é derramado sobre o anel de palha que demarca o limite do dohyō, como uma oferenda aos deuses. O ritual xintoísta ainda continua a permeiar todos os aspectos do sumô. 
O dohyō-iri é uma cerimônia de entrada e apresentação dos lutadores, realizada todo os dias de cada torneio, figurando os atletas das divisões mais altas do esporte, antes do início das lutas. Essa cerimônia compreende a entrada em fila e a subida até o dohyō segundo a ordem crescente dos atletas no ranking, depois uma caminhada em volta do ringue e de frente para o público. Eles, em seguida, voltam-se para dentro do ringue, batem as palmas de suas mãos, levantam uma das mãos, levantam ligeiramente o avental cerimonial chamado kesho-mawashi, e levantar ambas as mãos. Em seguida, voltam a caminhar ao redor do dohyō para sair da mesma forma que entraram. Estas palmas são uma reminiscência importante dos elementos do ritual xintoísta, onde se batem as palmas em santuários religiosos com a intenção de atrair a atenção dos deuses. A entrada cerimonial do yokozuna é feita à parte porque é considerada um ritual de purificação particular, e ocasionalmente é realizada também em santuários xintoístas para esta finalidade, sem que lutas de sumô ali aconteçam. Todos os yokozunas recém-promovidos realizam a sua primeira entrada ritual no Santuário de Meiji, em Tóquio.